# بیش از حد بزرگ‌شده برای ورشکسته شدن

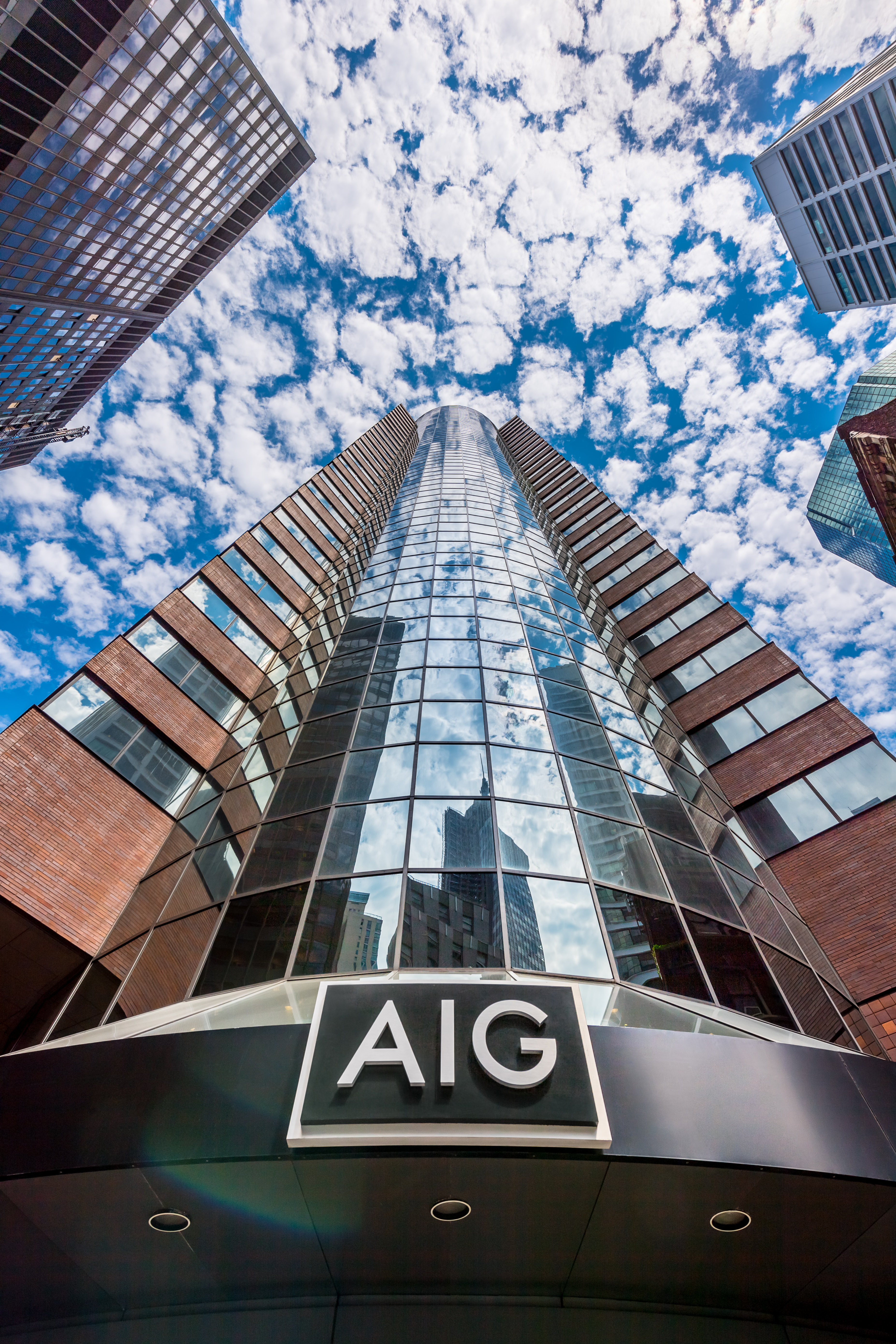
مرتبط

بیش از حد بزرگ برای ورشکستگی یا نظریه زیادی بزرگ برای ورشکسته شدن (انگلیسی: Too big to fail) عنوان می کند که برخی از شرکت ها و مؤسسات مالی به‌خصوص، آن‌قدر بزرگ و با اقتصاد در هم تنیده هستند که ورشکسته‌شدن یا عدم موفقیت‌شان می‌تواند برای سیستم اقتصادی بزرگ‌تر فاجعه‌بار باشد؛ بنابراین هنگامی که آثار و امکان ورشکستگی آن‌ها نمایان می‌شود، اجباراً از سوی برخی دولت‌ها حمایت می‌شوند. این اصطلاح را اولین‌بار نماینده کنگره ایالات متحده آمریکا استوارت مکینی در جلسه‌ای در کنگره در سال ۱۹۸۴ و در هنگام بحث در مورد مداخله شرکت بیمه صندوق فدرال در بانک کانتیننتال ایلینوی مطرح کرد. این اصطلاح در گذشته نیز گاهی در مطبوعات استفاده شده‌است.